# Shorttrack-Juniorenweltmeisterschaften 2012
Die Shorttrack-Juniorenweltmeisterschaften 2012 wurden vom 24. bis 26. Februar 2012 im Medibank Icehouse in Melbourne, Australien ausgetragen.

## Ergebnisse

### Juniorinnen
| Event              | Gold                                                            | Gold         | Silber                                                   | Silber       | Bronze                                                                                  | Bronze       |
| ------------------ | --------------------------------------------------------------- | ------------ | -------------------------------------------------------- | ------------ | --------------------------------------------------------------------------------------- | ------------ |
| Mehrkampf          | Shim Suk-hee                                                    | 115 Punkte   | Hwang Hyun-sun                                           | 76 Punkte    | Ahn Se-jung                                                                             | 42 Punkte    |
| 500 m              | Shim Suk-hee                                                    | 44,113 s.    | Agnė Sereikaitė                                          | 44,765 s.    | Wang Xue                                                                                | 44,975 s.    |
| 1000 m             | Shim Suk-hee                                                    | 1:30,208 min | Hwang Hyun-sun                                           | 1:30,314 min | Wang Xue                                                                                | 1:30,465 min |
| 1500 m             | Shim Suk-hee                                                    | 2:21,987 min | Hwang Hyun-sun                                           | 2:22,069 min | Ahn Se-jung                                                                             | 2:22,183 min |
| 1500-m-Superfinale | Hwang Hyun-sun                                                  | 2:39,144 min | Ahn Se-jung                                              | 2:39,265 min | Shim Suk-hee                                                                            | 2:39,394 min |
| 3000-m-Staffel     | Südkorea Hwang Hyun-sun Cheon Hee-jung Ahn Se-jung Shim Suk-hee | 4:11,997 min | Volksrepublik China Ji Xue Wang Xue Guo Yihan Han Yutong | 4:17,711 min | Russland Julija Kitschapowa Jewgenija Sacharowa Jekaterina Baranok Jekaterina Strelkowa | 4:23,275 min |

### Junioren
| Event              | Gold                                                           | Gold         | Silber                                                      | Silber       | Bronze                                                                             | Bronze       |
| ------------------ | -------------------------------------------------------------- | ------------ | ----------------------------------------------------------- | ------------ | ---------------------------------------------------------------------------------- | ------------ |
| Mehrkampf          | Park Se-yeong                                                  | 84 Punkte    | Lee Hyo-been                                                | 81 Punkte    | Han Tianyu                                                                         | 63 Punkte    |
| 500 m              | Lee Hyo-been                                                   | 42,108 s.    | Han Tianyu                                                  | 42,308 s.    | Alexandre St. Jean                                                                 | 42,461 s.    |
| 1000 m             | Park Se-yeong                                                  | 1:27,571 min | Chen Dequan                                                 | 1:27,596 min | Lee Hyo-been                                                                       | 1:27,685 min |
| 1500 m             | Park Se-yeong                                                  | 2:20,059 min | Lee Hyo-been                                                | 2:20,087 min | John-Henry Krueger                                                                 | 2:21,480 min |
| 1500-m-Superfinale | Han Tianyu                                                     | 2:38,889 min | John-Henry Krueger                                          | 2:39,045 min | Lee Hyo-been                                                                       | 2:39,052 min |
| 3000-m-Staffel     | Südkorea Park Se-yeong Lee Hyo-been Kim Do-kyoum Kim Joon-chun | 4:00,649 min | Volksrepublik China Chen Dequan Xu Fu Chen Guang Han Tianyu | 4:02,922 min | Vereinigte Staaten John-Henry Krueger James Rodowsky Adam Callister Claude Gilbert | 4:06,420 min |